# Třída Nornen
Třída Nornen je třída pobřežních hlídkových lodí norské pobřežní stráže. Celkem bylo postaveno pět jednotek této třídy. Nesou jména postav ze severské mytologie. Mezi hlavní úkoly plavidel patří hlídkování ve 24mílovém pobřežním pásmu při norském pobřeží, kontrola rybolovu, prosazování práva, likvidace ropných skvrn, nebo hašení požárů. Na základě této třídy byly později postaveny další dvě modifikované hlídkové lodě třídy Reine.

## Stavba
Stavba pěti jednotek této třídy byla objednána v listopadu 2004 společností Remøy Managment, která plavidla pronajala a později prodala pobřežní stráži, přičemž plavidlu nadále poskytovala civilní posádky a technickou podporu. Konstrukce plavidel vychází z projektu ST-610 společnosti Skipsteknisk. Celou třídu pak v letech 2005–2007 postavila polská loděnice Gryfia ve Štětíně. Do služby byly přijaty v letech 2006–2008.
Jednotky třídy Nornen:
| Jméno          | Spuštěna | Vstup do služby | Status  |
| -------------- | -------- | --------------- | ------- |
| Nornen (W330)  |          |                 | aktivní |
| Farm (W331)    |          |                 | aktivní |
| Heimdal (W332) |          |                 | aktivní |
| Njord (W333)   |          |                 | aktivní |
| Tor (W334)     |          |                 | aktivní |

## Konstrukce

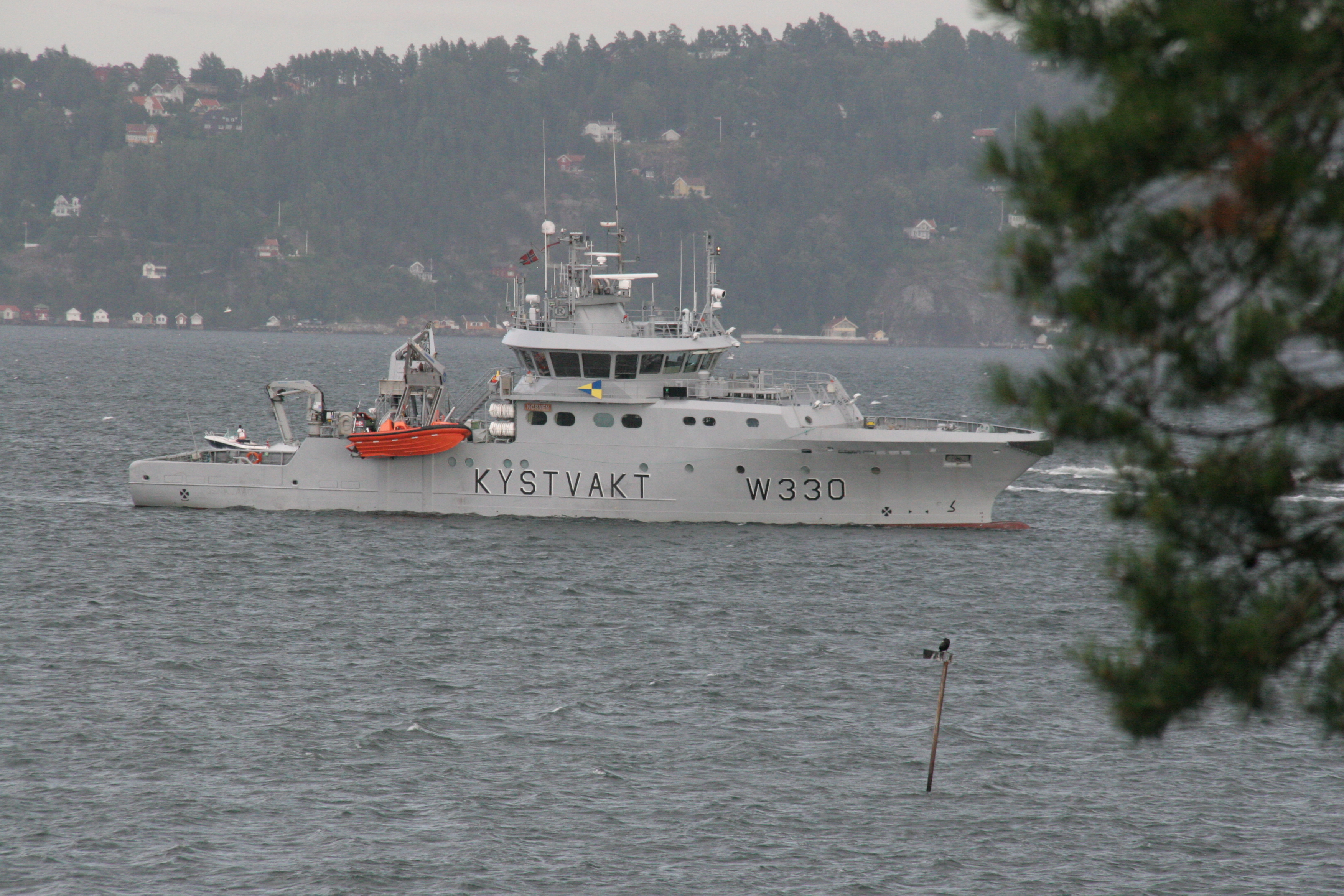
Plavidlo třídy Nornen

Posádku tvoří 20 osob, které jsou ubytovány ve 12 kajutách. Plavidla mohou přepravovat 117 m3 paliva, 94 m3 pitné vody a 155 m3 tekutin odčerpaných z ropných skvrn. Na palubě je dále sklad o objemu 90 m3 a na zádi pracovní paluba o ploše 100 m2. Plavidla nesou dva rychlé záchranné čluny o délce šest a 10,5 metru. Výzbroj tvoří jeden 12,7mm kulomet. Pohonný systém je dieselelektrický se dvěma diesel-generátory Cummins KTA 38DM1 o výkonu 970 kW a jedním Cummins KTA 19DM1 o výkonu 485 kW a dvěma pody Wärtsilä. Manévrovací schopnosti plavidla zlepšují oba dokormidlovací jednotky v přídi a v zádi. Nejvyšší rychlost dosahuje 16 uzlů.